# イッちゃん
イッちゃん（英: Icchan, 露: Иттян）は、ホッキョクグマのメスの個体である。

## 家族
父親のカイ（英: Kai, 露: Кай）と、母親のゲルダ（英: Gerda, 露: Герда）の第一子である。2015年（平成27年）12月7日には、弟に当たるオスのホッキョクグマ、ロスチク（英: Rostik, 露: Ростик）が生まれている。2018年（平成30年）12月11日には、双子の弟妹が生まれ、弟はノルジ（露: Норди）、妹はシャイナ（露: Шайна）と名付けられた。

## 来歴
2013年（平成25年）12月11日、ロシアのノヴォシビルスク動物園で生まれる。ノヴォシビルスクでは、1972年以降42年ぶりのホッキョクグマの誕生であった。当時、同動物園の園長であったロスチスラフ・シロ (Rostislav Shilo) を記念して、シルカ（英: Shilka, 露: Шилка）と名付けられた。この名前は、ショートメッセージサービスを用いた一般投票によって選ばれたもので、2014年（平成26年）5月11日に発表された。同年、シルカがノヴォシビルスクを離れ、国外に輸送されるのを阻止するのを目的として、オンライン署名サイト、Change.org の請願書への署名活動が行われ、7,500人を超える署名が集められた。
2015年（平成27年）3月28日、企業の蓬萊から大阪市天王寺動物園に、ゴーゴの花嫁候補として寄贈された。蓬莱は、551蓬莱を店舗展開しており、この「551」の1にちなみ、イッちゃんという名前が付けられた。同年5月7日に報道陣に公開され、同月8日に一般公開された。この時点で、体長はおよそ180センチメートル、体重はおよそ120キログラムであった。2020年（令和2年）2月25日、ホッキョクグマの繁殖を目的として、ゴーゴとの同居が開始される。同年3月12日、ゴーゴとの交尾行動が初めて確認される。
同年11月25日、出産を確認、翌26日に2頭の赤ちゃんが監視カメラにより確認された。